# Палац у фортеці
Палац у фортеці (італ. Palazzo in fortezza) — особливий тип палацу, що має оборонні функції. Зазвичай це була палацова будівля, оточена укріпленнями типу бастею, бастіону, а в більш економних варіантах — парканом і ровом. Ідея такого типу споруд зародилася в період Відродження в Італії (звідси італійська назва) і поширилася в Європі.

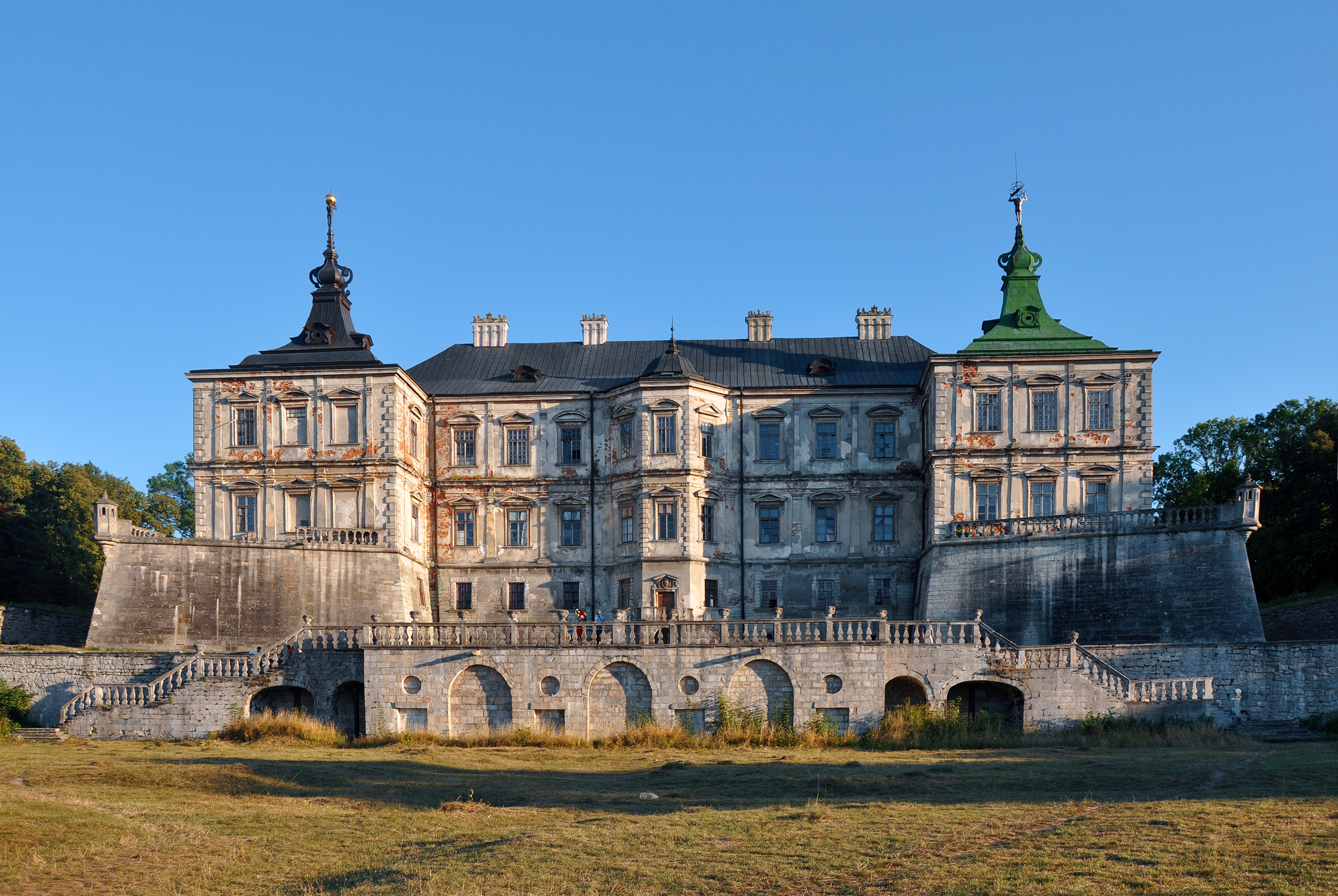
Підгорецький замок
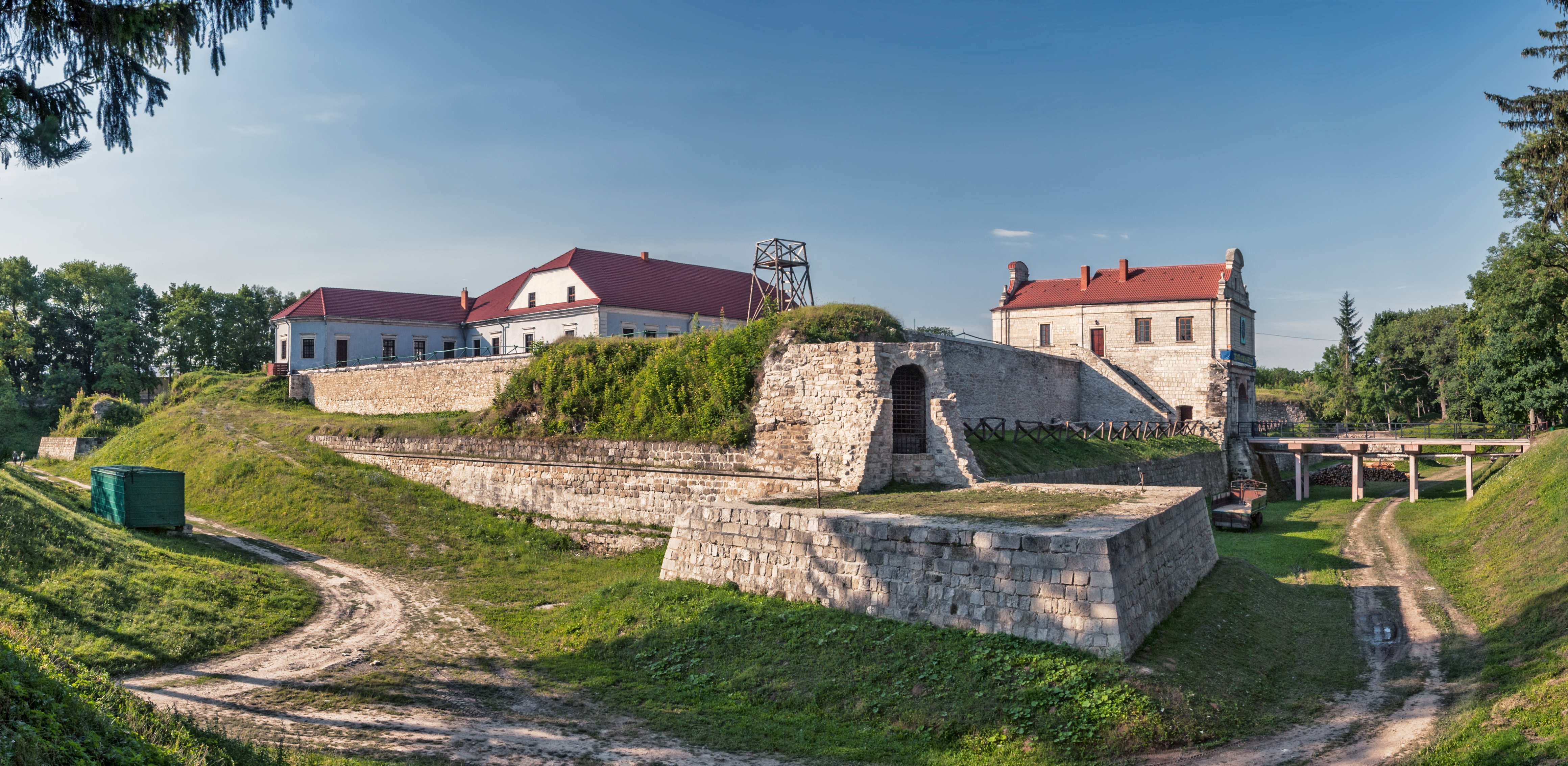
Палац і замок у Збаражі
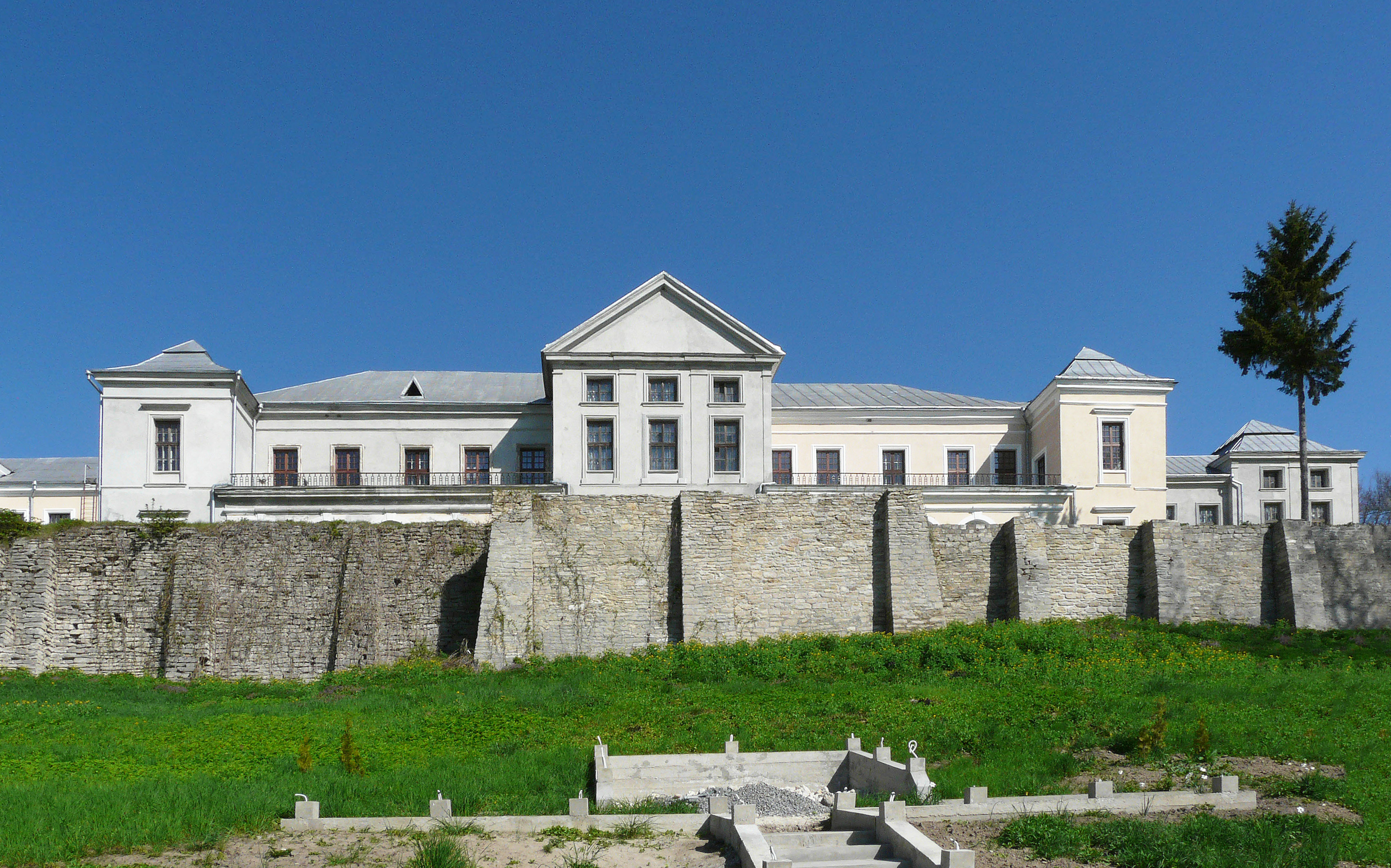
Вишнівецький палац
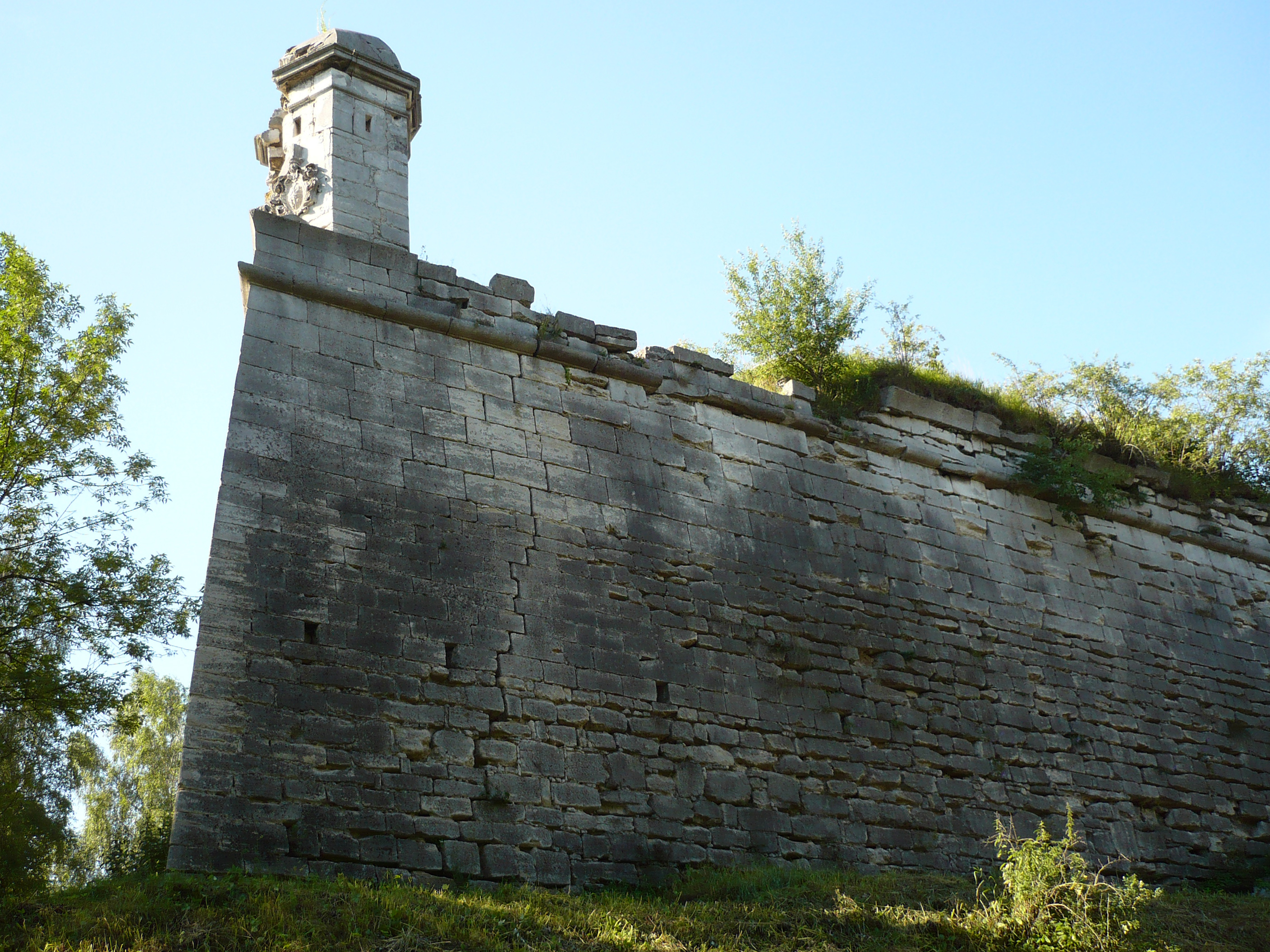
Бастіон у Золочівському замку
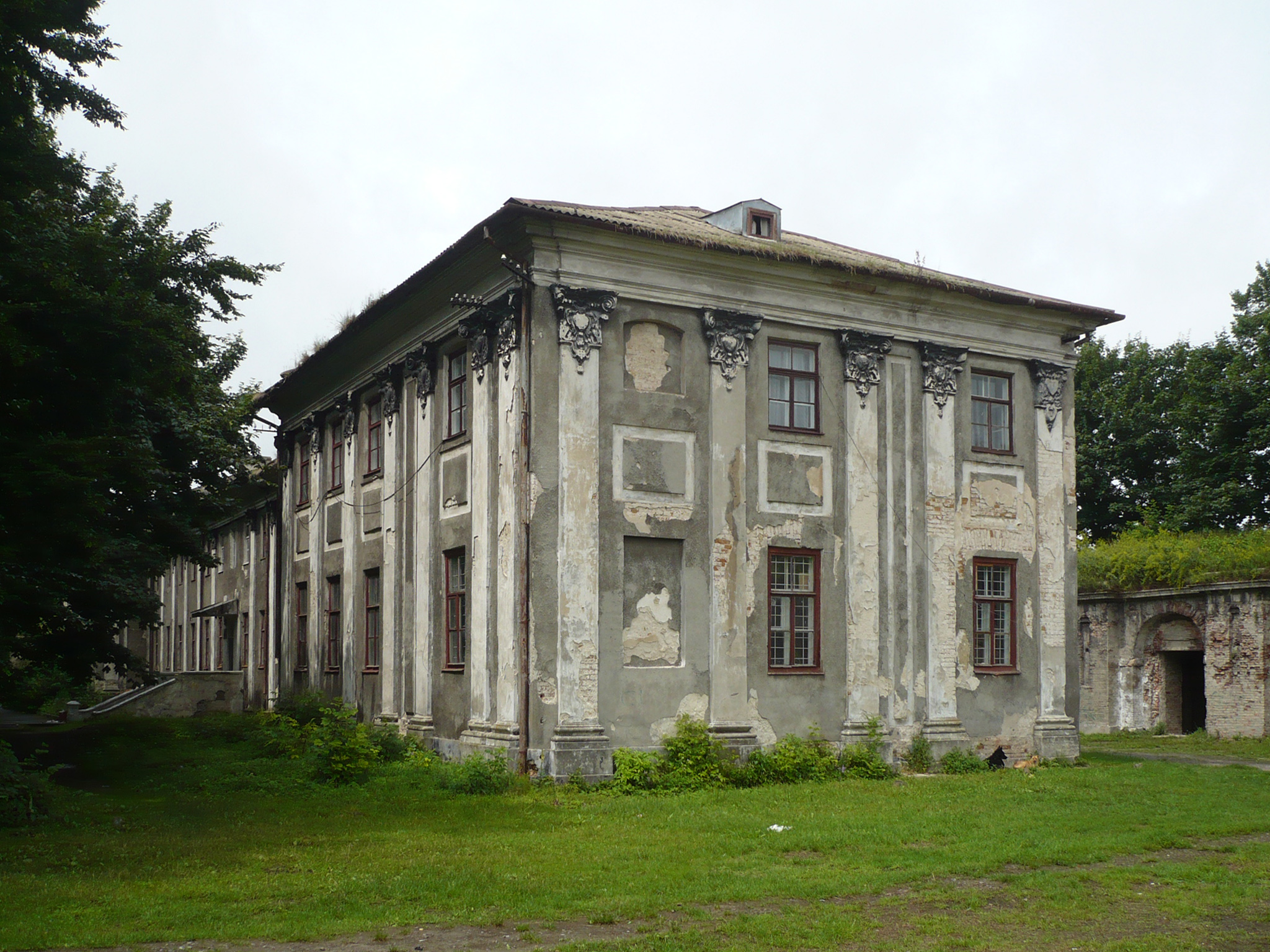
Палац у Бродівському замку з казематами
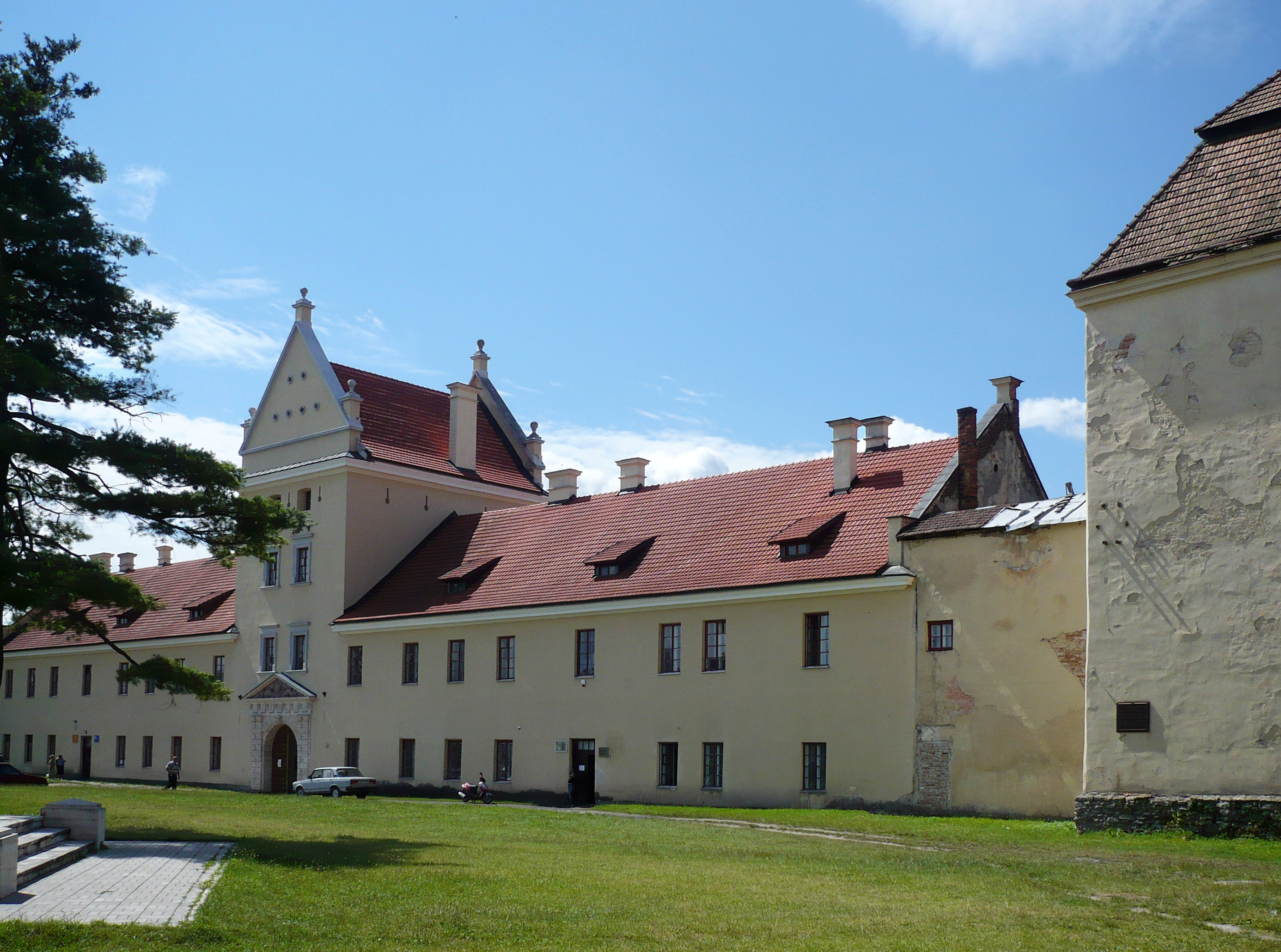
Жовківський замок
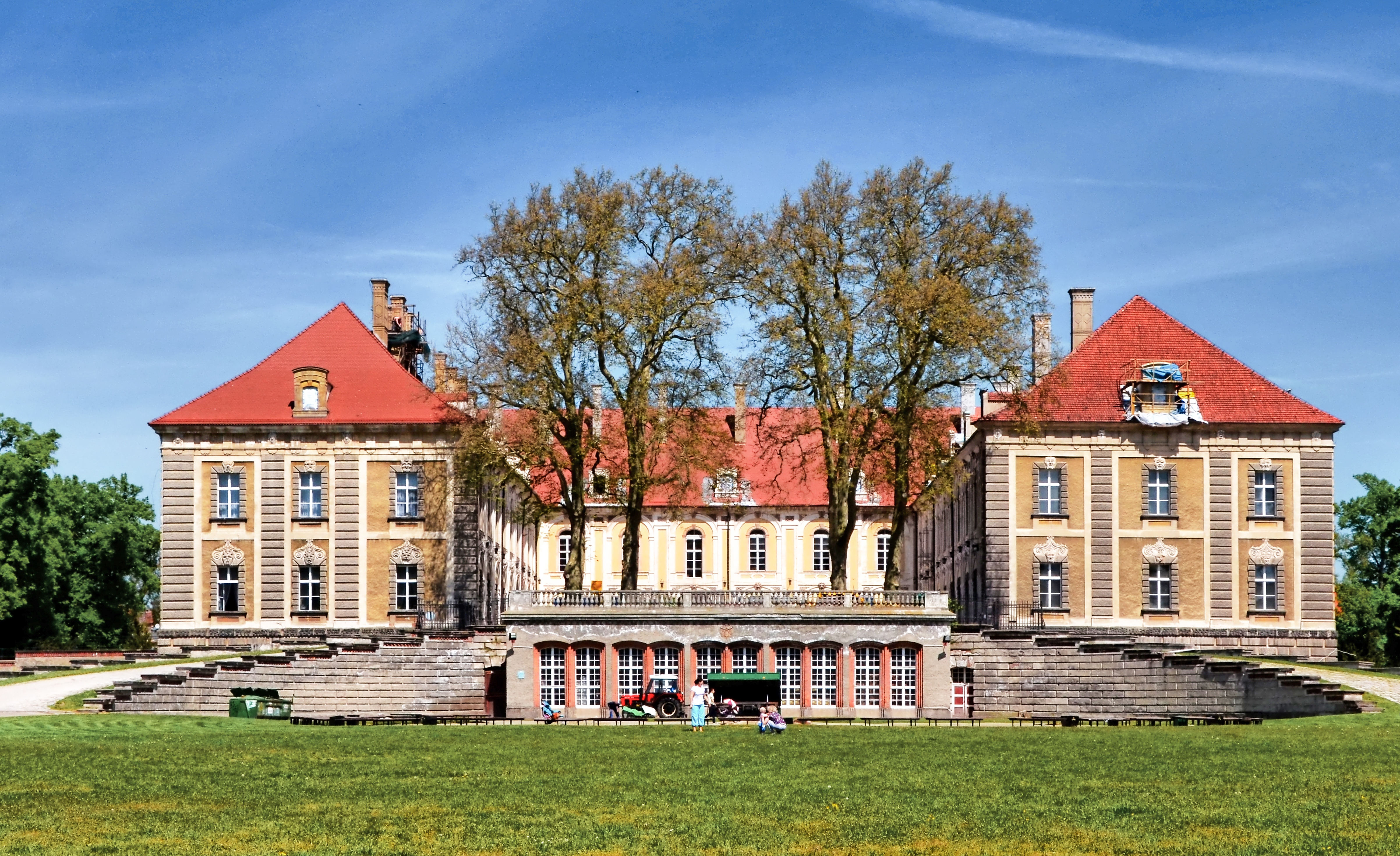
Жаганський палац
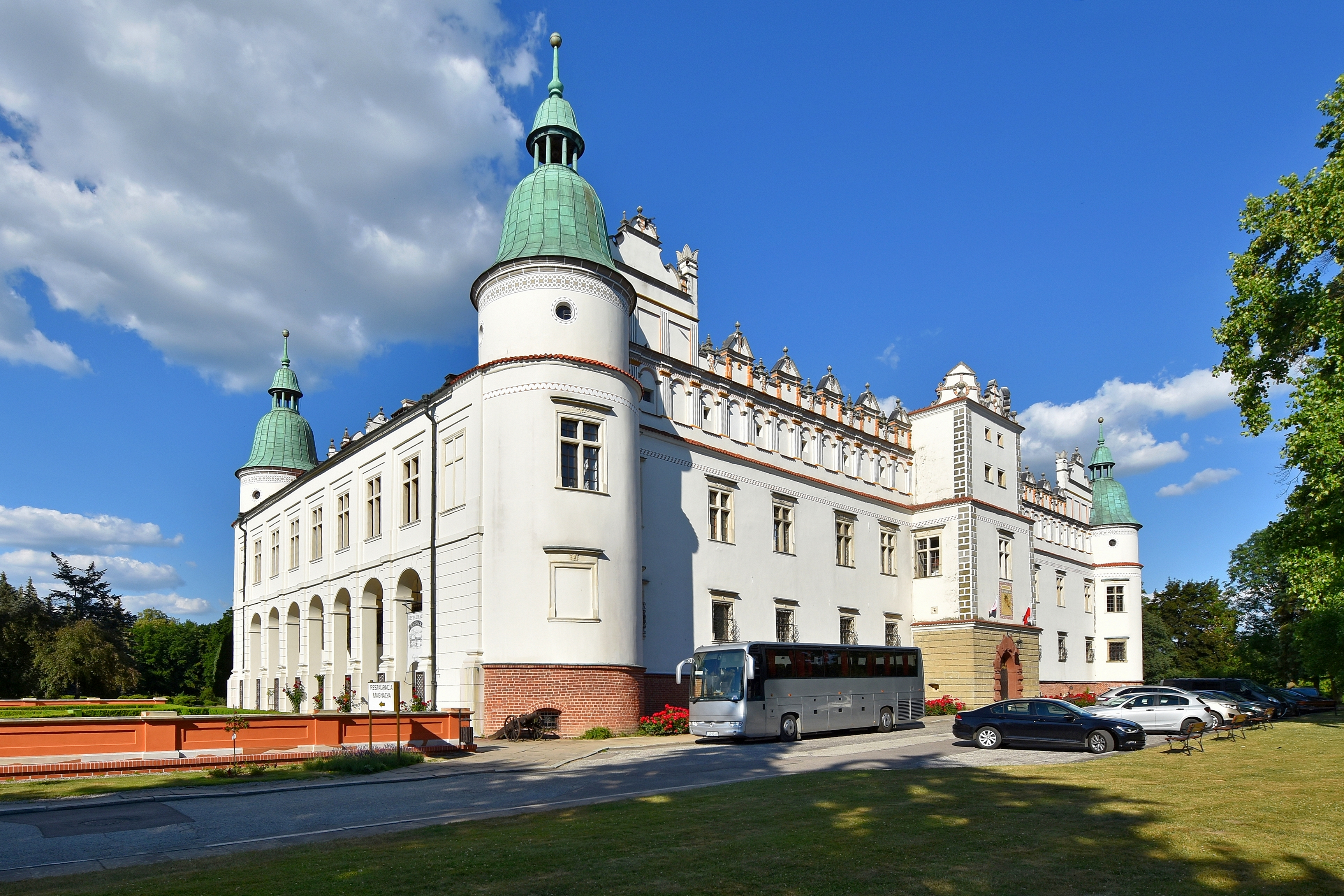
Замок у Баранові-Сандомирському
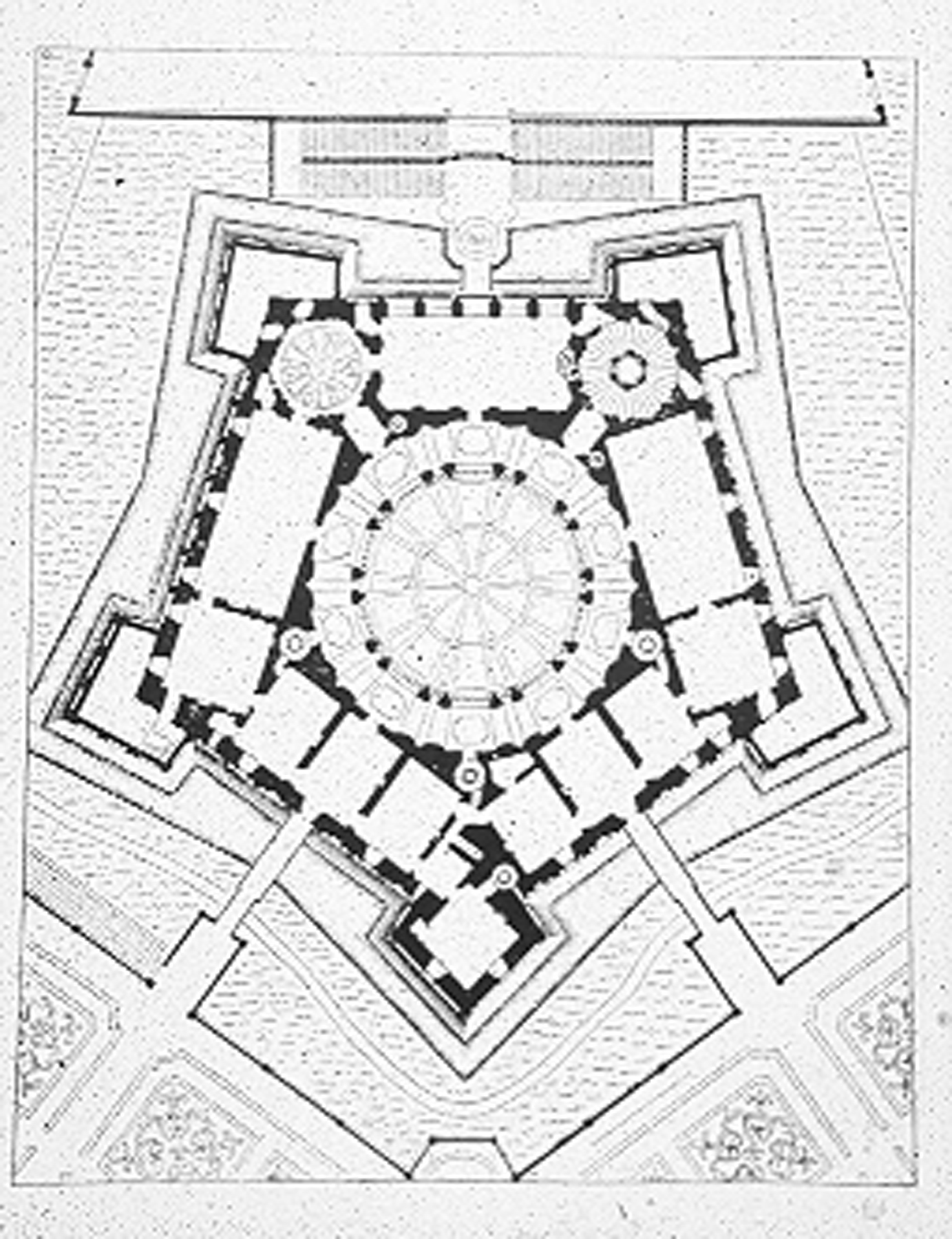
Палац Фарнезе[pl] в Капраролі. План
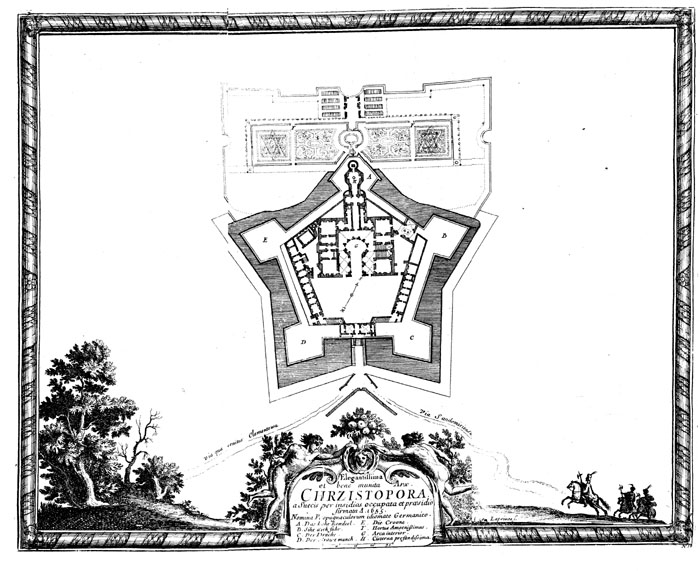
Замок Крижтопор. План
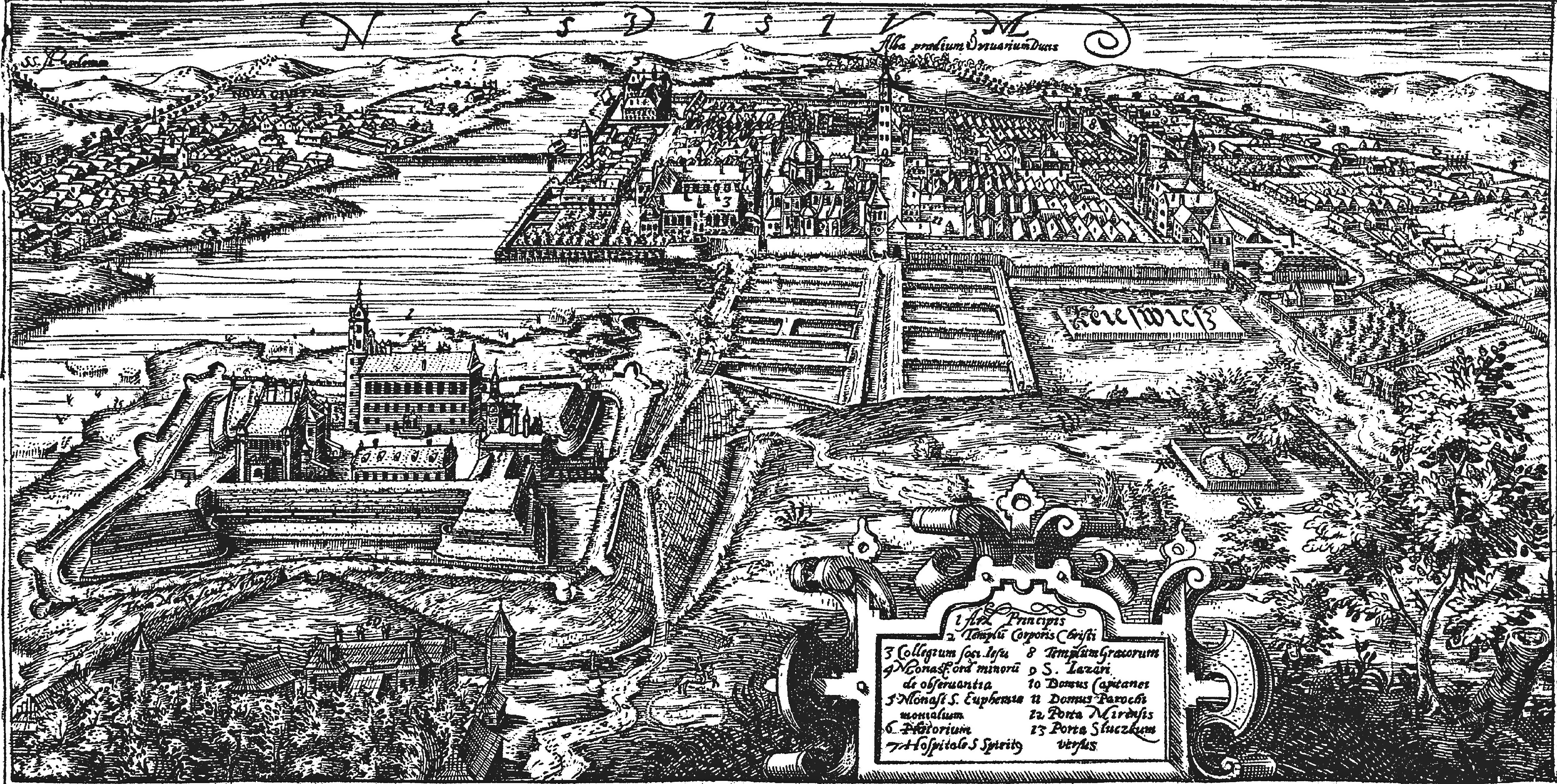
Несвізький замок і Несвіж, 1604
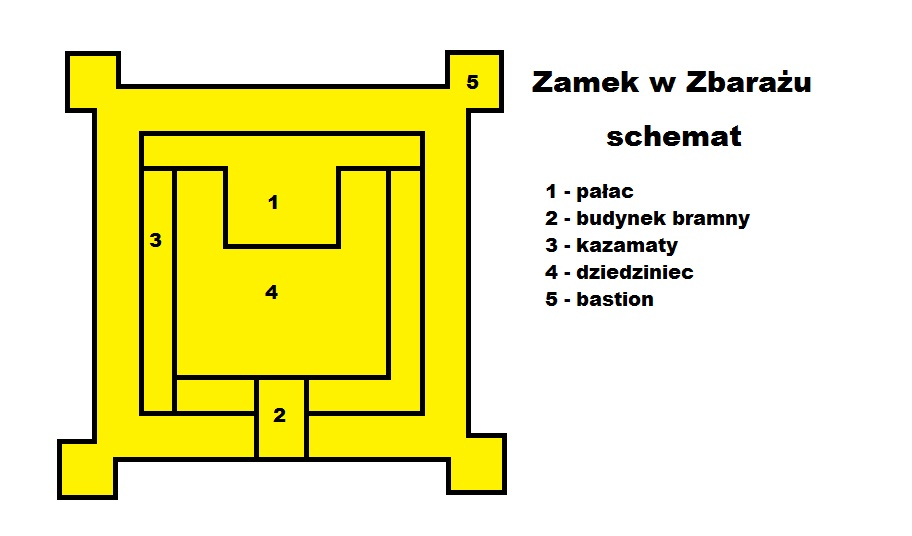
Збаразький замок. Схема
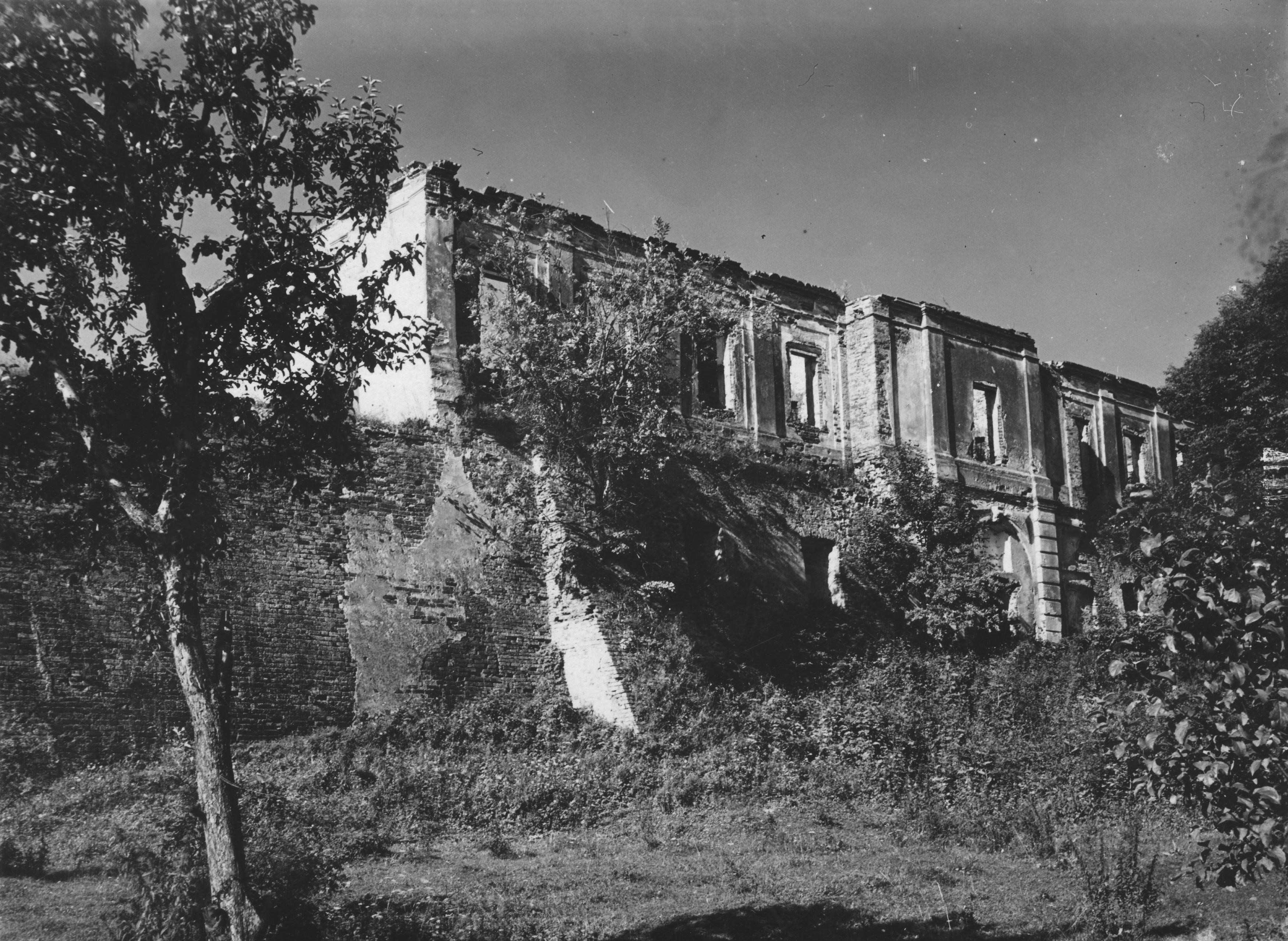
Маріямпільський замок, 1926